# Benigno Acosta
Benigno José Acosta (Córdoba, 1852-íd., 1919) fue un político y comerciante argentino, dos veces intendente municipal de la ciudad de Córdoba.

## Datos biográficos
Acosta fue un prestigioso vecino de la ciudad de Córdoba quien desde la década de 1870 desarrolló actividades ligadas al comercio. Sus padres fueron Bernardino Acosta y Gabriela Ocampo, y en 1886 se casó con Mercedes Font. Su hermano, Bernardino Acosta, también fue un destacado político de fines del siglo xix.
En 1886 inició su participación en la Sociedad Industrial Cordobesa, la cual producía porcelanas cerámicas; y estuvo ligado a una urbanización en la zona de la actual Bajada del Pucará que llevaba el nombre de Pueblo La Unión. En 1887 fue agente de la sucursal Córdoba del Banco Hipotecario Nacional.
Desde 1877, por el término de diez años fue diputado provincial, presidiendo la cámara en 1882. Luego encabezó el Concejo Deliberante de la ciudad de Córdoba.
Fue intendente de Córdoba en dos oportunidades: entre el 18 de marzo y el 26 de agosto de 1892 y entre el 4 de septiembre de 1894 y el 20 de noviembre de 1896.
Falleció el 30 de junio de 1919.